# 塹港富美宮
24°50′27″N 120°56′17″E / 24.840756°N 120.938168°E
塹港富美宮，舊名北寮富美宮，是位於臺灣新竹市北區南寮里的富美宮分靈廟。

## 歷史沿革
泉州在瘟疫時有在海上放流王船的習俗。塹港富美宮的建立緣由是居民安奉祭祀一艘從泉州八舍後尾富美宮漂流到頭前溪口的王船，在嘉慶元年（1796年）建廟，原名為「北寮富美宮」。
道光二十五年（1845年）遭颱風洪水沖毀。據1919年出生的廟方人員李玉釵表示，建築被沖入頭前溪中，人們僅撿回一塊道光年間的匾額。一說當時當時正好漲潮，蕭王爺神像溯回漁寮（新港里）、二王潘王爺神像流回舊港、三王郭王爺神像流到康榔溝，先後被先民拾獲而重建，還相傳三位王爺曾化身平民老者到福州購買建材，租船運回舊港供建廟宇。咸豐十年（1860年），重修落成。
昔日，竹塹城的居民若要搭船到艋舺，會走從新竹長和宮開始的竹塹古輕便車道，經過今日的城北街、境福街（樹林頭境福宮）、東大路，再沿烏瓦窯圳，路過王先生廟、苦苓腳、槺榔、牛埔（南寮國小一帶）、塹港富美宮，最後到頭前溪口的南寮搭船。當時竹塹港通商通航頻繁，漁民或貿易商將塹港富美宮視為庇護的信仰中心之一，信徒遍及塹港五十三庄，直到日治時期衰落。　
皇民化運動時期，1939年6月19日，約500多尊神像在舊港焚毀，當時南寮居民將神像放在此廟，由吳秀雲、李玉釵夫妻及信徒將王爺神像藏走，得以保存。新竹空襲期間，據吳姓信徒回憶，一次廟宇也被波及，躲在廟內的民眾卻無恙，乩童就表示蕭府王爺為保護鄉民而左肩中彈，因而左肩頭金箔掉了一片。而李玉釵回憶說，當時學校老師和派出所警察也都躲到廟內，好幾顆炸彈炸在正對廟旁左側，沒有任何人傷亡。
1980年重建，歷經13年興建完成。1996年12月21起舉行慶祝建廟兩百年慶，出動200多個陣頭，23日舉行牌樓落成和李登輝總統贈匾活動。
今址位在新竹市北區南寮里東大路三段708巷6號。

## 廟方文物
牌坊為利台鑄造公司吳秀雲夫婦發起興建，委由泉州師傅以浪石和青斗石打造，耗資300萬元人民幣，全都用卡榫接合。
重建時，廟方聘定居於新竹的田玉青為顧問，由他協助邀集書法家們提供各種字體寫成的對聯，然後刻於石柱，如杜忠誥的篆文對聯、王愷和的魏碑碑體、謝宗安的漢隸、陳維德的楷書，以及王靜芝、黃群英、許天眷、王晴頌、鄭信育、陳清波等書法家的作品。
廟內陳列祖廟泉州富美宮在1996年所贈、名為「太傅號」的王船，長447公分、寬124公分、龍骨8尺6，船頭寬38公分，船上刀槍劍一應俱全，並有供奉蕭潘郭三位王爺的神龕。
廟身遭沖毀後，撿回的道光年間匾額則懸掛於管理委員會辦公室內。該匾額為雙面匾額：一面寫為道光辛丑年（1841年）榖旦，由方、吳、彭 、鄭四氏所立，文字斑駁，主文是「神恩廣佈」，全名難以判讀；而另一面寫咸豐庚申年（1860年）葭穀旦由彭作孚所立，主文「庇佑兆民」。

## 外部連結
新竹塹港富美宮facebook粉專
- 塹港富美宮